# Regulación de la transcripción en cáncer
Generalmente, en la progresión al cáncer, se silencian o activan cientos de genes. Aunque el silenciamiento de algunos genes en los cánceres ocurre por mutación, una gran proporción del silenciamiento de genes cancerígenos es el resultado de una alteración de la metilación del ADN (Metilación del ADN en el cáncer). La metilación del ADN que causa el silenciamiento en el cáncer ocurre típicamente en múltiples sitios CpG en las islas CpG que están presentes en los promotores de genes que codifican proteínas.
Las expresiones alteradas de microARN también silencian o activan muchos genes en progresión al cáncer (ver microARN en cáncer). La expresión de microARN alterada ocurre a través de hiper/hipometilación de sitios CpG en islas CpG en promotores que controlan la transcripción de microARN.
El silenciamiento de los genes de reparación del ADN mediante la metilación de las islas CpG en sus promotores parece ser especialmente importante en la progresión al cáncer (metilación de los genes de reparación del ADN en el cáncer).

## Islas CpG en promotores
En los seres humanos, aproximadamente el 70% de los promotores ubicados cerca del sitio de inicio de la transcripción de un gen (promotores proximales) contienen una isla CpG. Las islas CpG tienen generalmente de 200 a 2000 pares de bases de largo, tienen un contenido de pares de bases C:G> 50% y tienen regiones de ADN donde un nucleótido de citosina es seguido por un nucleótido de guanina y esto ocurre con frecuencia en la secuencia lineal de bases a lo largo de su dirección 5′ → 3′.
Los genes también pueden tener promotores distantes (promotores distales) y estos con frecuencia también contienen islas CpG. Un ejemplo es el promotor del gen de reparación de ADN ERCC1, donde el promotor que contiene la isla CpG se encuentra a unos 5.400 nucleótidos cadena arriba de la región codificante del gen ERCC1. Las islas CpG también se encuentran con frecuencia en los promotores de ARN no codificantes funcionales, como los microARN.

## Silenciamiento de la transcripción debido a la metilación de islas CpG
En los seres humanos, la metilación del ADN se produce en la posición 5' del anillo de pirimidina de los residuos de citosina dentro de los sitios CpG para formar 5-metilcitosinas. La presencia de múltiples sitios CpG metilados en islas CpG de promotores provoca una inhibición estable (silenciamiento) de genes. El silenciamiento de la transcripción de un gen puede iniciarse mediante otros mecanismos, pero esto a menudo es seguido por la metilación de los sitios CpG en la isla CpG del promotor para provocar el silenciamiento estable del gen. 

## Silenciamiento/activación de la transcripción en cánceres
En los cánceres, la pérdida de expresión de genes se produce aproximadamente 10 veces más frecuentemente por silenciamiento de la transcripción (causado por hipermetilación del promotor de islas CpG) que por mutaciones. En un cáncer colorrectal generalmente hay alrededor de 3 a 6 mutaciones de conductor y 33 a 66 mutaciones de autoestopista o pasajero. Por el contrario, en los tumores de colon en comparación con la mucosa colónica adyacente de apariencia normal, hay alrededor de 600 a 800 islas CpG muy metiladas en los promotores de genes en los tumores, mientras que estas islas CpG no están metiladas en la mucosa adyacente.
Utilizando el análisis de enriquecimiento de conjuntos de genes, 569 de 938 conjuntos de genes se hipermetilaron y 369 se hipometilaron en cánceres. La hipometilación de islas CpG en los promotores da como resultado un aumento de la transcripción de los genes o conjuntos de genes afectados.
Un estudio enumeró 147 genes específicos con promotores hipermetilados asociados al cáncer de colon y 27 con promotores hipometilados, junto con la frecuencia con la que se encontraron estas hiper / hipometilaciones en los cánceres de colon. Al menos 10 de esos genes tenían promotores hipermetilados en casi el 100% de los cánceres de colon. También indicaron 11 microARN cuyos promotores estaban hipermetilados en cánceres de colon en frecuencias entre el 50% y el 100% de los cánceres. Los microARN (miARN) son pequeños ARN endógenos que se emparejan con secuencias en los ARN mensajeros para dirigir la represión postranscripcional. En promedio, cada microARN reprime o inhibe la expresión transcripcional de varios cientos de genes diana. Por lo tanto, los microARN con promotores hipermetilados pueden permitir una transcripción mejorada de cientos a miles de genes en un cáncer.

## Inhibición y activación de la transcripción por microARN nucleares
Durante más de 20 años, se ha sabido que los microARN actúan en el citoplasma para degradar la expresión transcripcional de los ARN mensajeros de genes diana específicos (microARN). Sin embargo, se demostró que hasta el 75% de los microARN pueden ser transportados de regreso al núcleo de las células. También que algunos microARN nucleares median la activación del gen transcripcional o la inhibición del gen transcripcional.

## Genes de reparación de ADN con promotores hiper/hipometilados en cánceres
Los genes de reparación del ADN se reprimen con frecuencia en los cánceres debido a la hipermetilación de las islas CpG dentro de sus promotores. En los carcinomas de células escamosas de cabeza y cuello, al menos 15 genes de reparación del ADN tienen con frecuencia promotores hipermetilados; estos genes son XRCC1, MLH3, PMS1, RAD51B, XRCC3, RAD54B, BRCA1, SHFM1, GEN1, FANCE, FAAP20, SPRTN, SETMAR, HUS1 y PER1. Aproximadamente diecisiete tipos de cáncer son frecuentemente deficientes en uno o más genes de reparación del ADN debido a la hipermetilación de sus promotores. Como se resume en un artículo de revisión, la hipermetilación del promotor del gen de reparación del ADN MGMT ocurre en el 93% de los cánceres de vejiga, el 88% de los cánceres de estómago, el 74% de los cánceres de tiroides, el 40 - 90% de los cánceres colorrectales y el 50% de los cánceres de cerebro. La hipermetilación del promotor LIG4 ocurre en el 82% de los cánceres colorrectales. La hipermetilación del promotor de NEIL1 ocurre en el 62% de los cánceres de cabeza y cuello y en el 42% de los carcinomas pulmonares no microcítico; la hipermetilación del promotor de ATM ocurre en el 47% de los cánceres de pulmón de células no pequeñas; la hipermetilación del promotor de MLH1 ocurre en el 48% de los carcinomas de células escamosas; y la hipermetilación del promotor de FANCB ocurre en el 46% de los cánceres de cabeza y cuello. Por otro lado, los promotores de dos genes, PARP1 y FEN1, se hipometilaron y estos genes se sobreexpresaron en numerosos cánceres. PARP1 y FEN1 son genes esenciales en la unión de extremos mediada por microhomología de la vía de reparación del ADN mutagénica y propensa a errores. Si esta vía se sobreexpresa, el exceso de mutaciones que causa puede provocar cáncer. PARP1 está sobreexpresado en leucemias activadas por tirosina quinasa, en neuroblastoma, en testiculares y otros tumores de células germinales, y en sarcoma de Ewing, FEN1 está sobreexpresado en la mayoría de los cánceres de la mama, próstata, estómago, neuroblastomas, páncreas y pulmón.
El daño al ADN parece ser la principal causa subyacente del cáncer. Si la reparación precisa del ADN es deficiente, los daños en el ADN tienden a acumularse. Tal daño excesivo del ADN puede aumentar los errores mutacionales durante la replicación del ADN debido a la síntesis de translesión propensa a errores. El daño excesivo del ADN también puede aumentar las alteraciones epigenéticas debido a errores durante la reparación del ADN. Tales mutaciones y alteraciones epigenéticas pueden dar lugar a cáncer (ver neoplasias malignas). Por tanto, la hiper/hipometilación de islas CpG en los promotores de los genes de reparación del ADN es probablemente fundamental para la progresión al cáncer.